# Rudolf Gleye
Rudolf Gleye (* 26. Dezember 1880 in Braunschweig; † 8. Juni 1926 in Berlin) war ein deutscher Bauingenieur und kommunaler Baubeamter im Berliner Bezirk Lichtenberg.

## Leben und Wirken
Rudolf Gleye legte im Herbst 1900 seine Abiturprüfung am Realgymnasium ab und studierte anschließend an der Technischen Hochschule Braunschweig. Im Jahr 1902 absolvierte er die Vorprüfung und bestand Ostern 1905 die Hauptprüfung im Fach Ingenieurbau mit Auszeichnung. Mittels einer Ergänzungs-Diplomarbeit erwarb er dann den akademischen Grad eines Diplom-Ingenieurs. Bereits in den Semesterferien konnte Gleye erste praktische Erfahrungen beim Bau der Urfttalsperre sammeln und auch an Veröffentlichungen mitwirken. Nach seinem Studienabschluss war er nacheinander in den Stadtbauämtern Breslau, Potsdam und Halle an der Saale tätig. Er spezialisierte sich in dieser Zeit auf moderne Städtekanalisation von der Planung bis zur Bauleitung. Im Sommer 1908 unternahm Gleye dank einer ihm vom Braunschweigischen Staatsministerium verliehenen Reiseprämie eine größere Reise zum Studium der neueren städtischen Abwasserbeseitigung. Die gesammelten Erfahrungen führten anschließend zu einer Anstellung in Greifswald, wo er sowohl ein Kanalbauamt aufzubauen als auch einen Gesamtplan für die Kanalisation der Hansestadt anzufertigen hatte. Wegen finanzieller Engpässe kam es dann jedoch nicht zur Ausführung. Er blieb in Greifswald und übernahm die Vertretung des Direktors der städtischen Gas-, Wasser- und Elektrizitätswerke. Seine praktischen Erfahrungen und theoretischen Überlegungen führten dazu, dass er am 16. Dezember 1910 mit einer Arbeit über Kanalisation in Städten (siehe Schriften) zum Dr.-Ing. promoviert wurde. 1912 zug nach Lichtenberg bei Berlin in das Haus Möllendorffstraße 120 und widmete sich hier neuen Aufgaben der kommunalen Bauverwaltung. Gleye wurde 1914 zum Stadtbaumeister ernannt; das verband er mit einem Umzug in das Haus Weichselstraße 1.
In dieser Position hatte Gleye wesentlichen Anteil an der Errichtung kommunaler Gebäude wie des Stadtbads Lichtenberg und an der baulichen Entwicklung von Karlshorst. Besonders setzte er sich für die Realisierung der von Peter Behrens projektierten Waldsiedlung Berlin-Lichtenberg ein, für die er die Bauleitung in der ersten Bauphase 1919/1920 übernahm. So entstanden unter seiner Leitung Einfamilienreihenhäuser und Vierfamilienhäuser mit Elektro-, Gas-, Wasser- und Abwasser-Komplettanschluss sowie zugehörige Gärten und Ställe für Kleintiere.
Mit dem Gesetz zur Bildung der Stadtgemeinde Berlin im Jahr 1920 wurde Gleye gemeinsam mit weiteren zwölf bisherigen Gemeindemitgliedern in die erste Lichtenberger Bezirksverordnetenversammlung übernommen. In der Sitzung am 9. Februar 1921 wählte man den parteilosen Gleye zum besoldeten Mitglied des Bezirksamts, in das er am 30. März 1921 durch den Berliner Oberbürgermeister Gustav Böß offiziell eingeführt wurde. Gleye arbeitete hier einige Zeit mit dem Architekten Carlo Jelkmann zusammen, der sich auf die Errichtung von Schwimmbädern konzentrierte und später vor allem für das nach seinen Entwürfen errichtete Stadtbad Mitte (1927–1930) bekannt wurde. Dieses enge Miteinander führte mit großer Wahrscheinlichkeit dazu, dass sich Gleye mit dem Bau bzw. Weiterbau der Lichtenberger Volksbadeanstalt und mit der Planung des Flussbads an der Rummelsburger Bucht befasste. Aufgrund seiner Ausbildung verwendete er große Sorgfalt auf die technische Ausstattung des Stadtbades Lichtenberg (Schwimmbecken, Wasserversorgungsanlagen, Saunas, Duschen, Sonnen- und Luftbad mit Umkleidezellen auf dem Dach).
Auch das Flussbad Lichtenberg (Zugang Köpenicker Chaussee 1–4), am 21. Mai 1927 feierlich eröffnet, besaß etliche wohldurchdachte Konstruktionen der Schwimmbecken, Verbindungen, versteckte Pumpenanlagen und berücksichtigte sogar die winterliche Nutzung als Eislaufbahn. Auf Gleyes Anregung vereinbarte das Lichtenberger Bezirksamt mit den Eigentümern des Kraftwerks Klingenberg die Einbeziehung der Heizungsanlage des Betriebes zur Erzeugung angewärmten Wassers für das große Schwimmbecken. Gleye konnte darüber hinaus einen Baukostenzuschuss für das Freibad in Höhe von 30.000 Reichsmark erreichen. Die geplanten Kosten für die Freibadeanstalt lagen bei rund 540.000 Reichsmark, deren größerer Anteil vom Berliner Magistrat übernommen wurde.
Gleye wurde auf dem Zentralfriedhof Friedrichsfelde beigesetzt. Sein erfolgreiches Engagement würdigte der Bezirk Lichtenberg postum durch die Umbenennung des Haselhorstwegs und des Amselwegs in der Waldsiedlung Wuhlheide in Gleyeweg am 9. September 1931.
Rudolf Gleye war verheiratet mit Gertrude, die nach seinem Tod in die Steglitzer Straße 80 in Berlin W 35 (heute Berlin-Schöneberg) umzog.

## Bauten
- Lichtenberger Stadion, 1914–1920[9]
- Stadtbad Lichtenberg, 1919–1920 und 1925–1928
- Städtisches Flußbad Lichtenberg, 1925–1928
- Stadtbad Mitte, 1927–1930

## Schriften
- Die leitenden Gesichtspunkte zur Durchführung der Kanalisation einer Stadt. Eine wirtschaftlich-technische Studie, als Beitrag zur Kanalisations-Literatur. Dissertation, Technische Hochschule Carolo-Wilhelmina, Braunschweig 1910.[10]
- Das Lichtenberger Stadion. Denkschrift zur Einweihung im Juli 1920. Städtische Deputation für Spiel-, Sport- und Turnwesen (Hrsg.), Berlin 1920.